# Petrus Johannes Nouwens
Petrus Johannes Nouwens (Tilburg, 9 november 1866 - aldaar, 2 juni 1948) was een Nederlandse handboogschutter. 
Nouwens werd in 1866 in Tilburg geboren als zoon van Peter Nouwens (1825-1866) en Adriana Rijnen (1838-1913). De Tilburgse smid Nouwens was een van de zes Nederlandse deelnemers aan het boogschieten op de  Olympische zomerspelen in Parijs (1900). Hij schoot op het onderdeel 'sur la perche à la Herse' en werd in de eerste ronde uitgeschakeld.
In zijn actieve tijd was hij aangesloten bij Nooit Volleerd in Tilburg.
Parijs 1900 · 
St. Louis 1904 · 
Londen 1908 · 
Antwerpen 1920 · 
München 1972 · 
Montréal 1976 · 
Moskou 1980 · 
Los Angeles 1984 · 
Seoel 1988 · 
Barcelona 1992 · 
Atlanta 1996 · 
Sydney 2000 · 
Athene 2004 · 
Peking 2008 · 
Londen 2012 · 
Rio de Janeiro 2016 · 
Tokio 2020 · 
Parijs 2024 · 
Los Angeles 2028
Medaillewinnaars 